# جون سيرز
جون سيرز (بالإنجليزية: John Sears)‏ هو محامي أمريكي، ولد في يوليو 1940 في سيراكيوز في الولايات المتحدة.